# VC Kanti Schaffhausen
VC Kanti Schaffhausen je odbojkaška momčad iz Schaffhausena, Švicarska. Osnovan je 1973. klub pod imenom Volta Schaffhausen 
Više puta je postao doprvak Švicarske, a kup (Swiss Cup) je osvojio u sezoni 1999/2000.

## Vanjske poveznice
- (njem.) VC Kanti Schaffhausen, službene stranice